# Sybra lateralis
Sybra lateralis là một loài bọ cánh cứng trong họ Cerambycidae.